# Dschahwariden
Die Dschahwariden waren eine arabische Dynastie in Córdoba. Sie regierte von 1031 bis 1069.
Mit der Beseitigung des Kalifats der Umayyaden 1031 errangen die Dschahwariden unter Abu l-Hazm Dschahwar ibn Dschahwar (1031–1043) die Herrschaft über Córdoba. Unter den Taifa-Königreichen konnte Córdoba aber nicht mehr an die beherrschende politische und kulturelle Bedeutung früherer Zeiten anknüpfen. Auf Grund der umfangreichen Zerstörungen im Laufe der Machtkämpfe zwischen 1009 und 1031 ging diese Führungsrolle an die Abbadiden von Sevilla über. 
Abu l-Walid ar-Raschid (1043–1058) und Abd al-Malik (1058–1069) konnten als Nachfolger von Abu l-Hamz ihre Stellung in Córdoba nicht mehr behaupten und wurden 1069 von den Dhun-Nuniden aus Toledo gestürzt, bevor 1070 die Abbadiden von Sevilla ihre Herrschaft in Córdoba durchsetzen konnten.